# Saint-Cyr-la-Lande
Saint-Cyr-la-Lande ist eine französische Gemeinde mit 373 Einwohnern (Stand: 1. Januar 2022) im Département Deux-Sèvres in der Region Nouvelle-Aquitaine. Die Gemeinde gehört zum Arrondissement Bressuire und zum Kanton Le Val de Thouet. Die Einwohner werden Saint-Cyriens genannt.

## Lage
Saint-Cyr-la-Lande liegt etwa 35 Kilometer nordöstlich von Bressuire im Weinbaugebiet Anjou. Im Westen verläuft das Flüsschen Losse, in das hier sein Zufluss Meulle einmündet. Umgeben wird Saint-Cyr-la-Lande von den Nachbargemeinden Antoigné im Norden, Tourtenay im Osten, Saint-Martin-de-Mâcon im Südosten, Saint-Léger-de-Montbrun im Süden, Louzy im Südwesten sowie Brion-près-Thouet im Westen.

## Bevölkerungsentwicklung
| Jahr                       | 1962 | 1968 | 1975 | 1982 | 1990 | 1999 | 2006 | 2019 |
| Einwohner                  | 406  | 378  | 321  | 338  | 312  | 312  | 332  | 366  |
| Quellen: Cassini und INSEE |      |      |      |      |      |      |      |      |

## Sehenswürdigkeiten
- Schloss Baugé aus dem 17. Jahrhundert, seit 1989 Monument historique
- Kirche Saint-Cyr

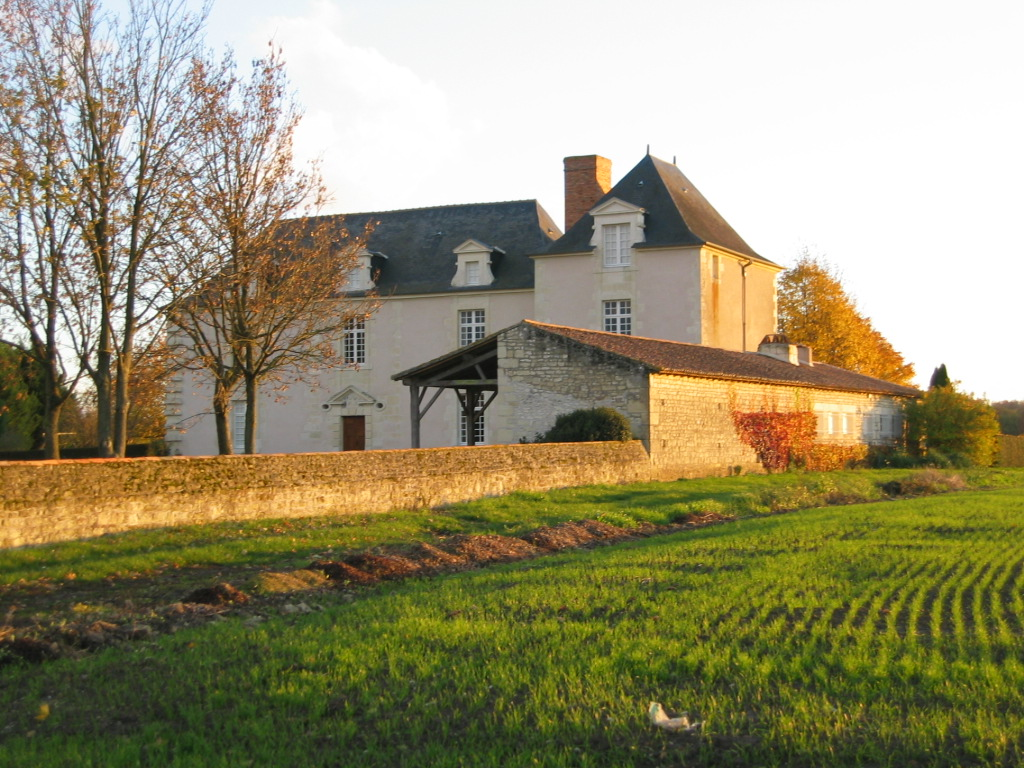
Schloss Baugé
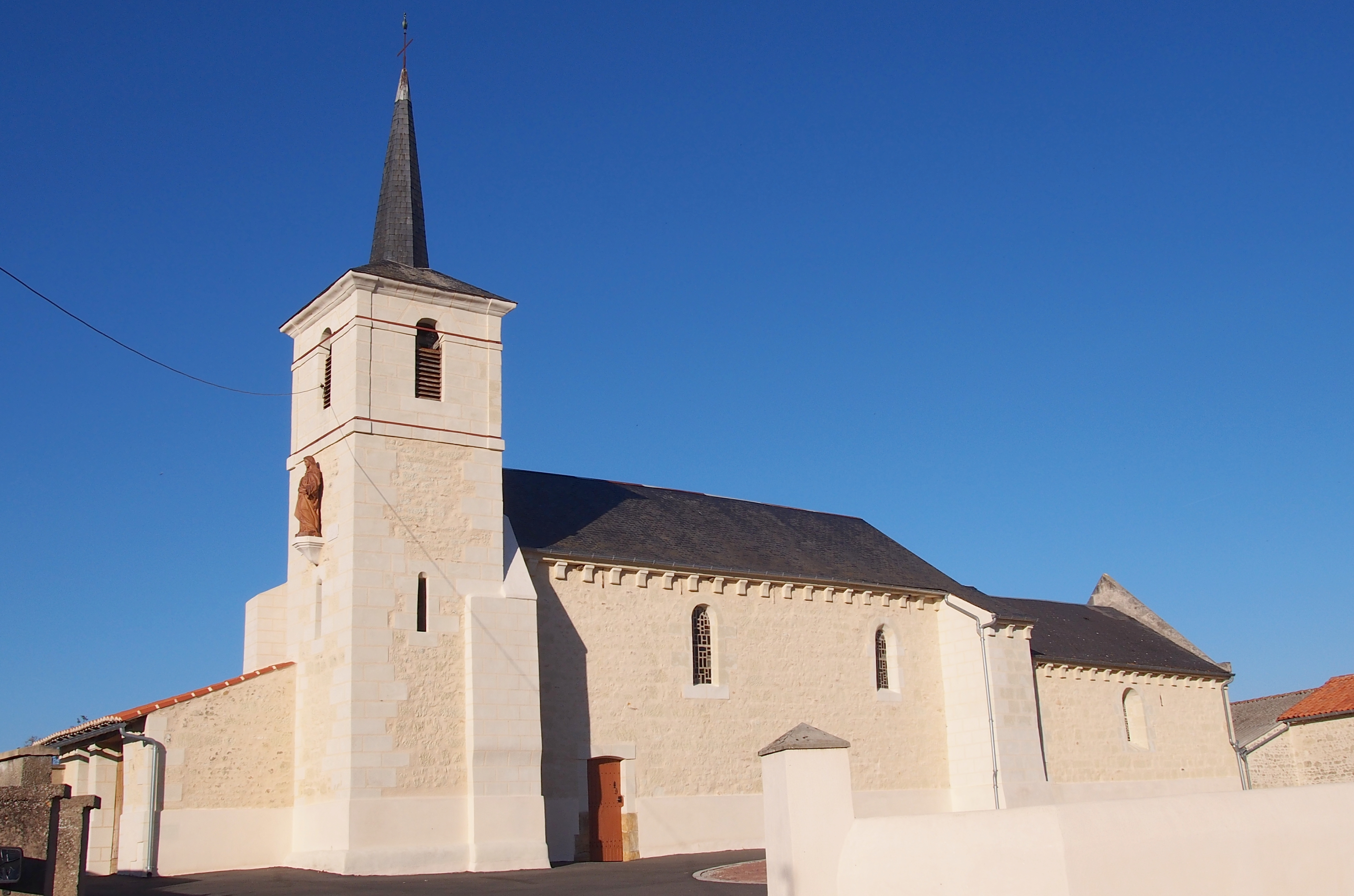
Kirche Saint-Cyr